# Chase Atlantic
Chase Atlantic (іноді пишеться як CHASE ATLANTIC) — австралійський R&B — музичний гурт і продюсерське тріо з Кернса, Квінсленд, створене 2014 року. Гурт складається з трьох учасників: Крістіан Ентоні, Клінтон Кейв і Мітчел Кейв. За період свого існування Chase Atlantic випустив сім міні-альбомів і три повних альбоми.

## Кар'єра

### 2011—2013: Напередодні створенням гурту Chase Atlantic
Крістіан Ентоні та Мітчел Кейв були у бойз-бенді під назвою What About Tonight (WAT) . Вони сформували групу для участі в прослуховуванні 4 сезону The X Factor Australia, але покинули шоу на другому тижні, посівши одинадцяте місце.
Старший брат Мітчела Кейва, Клінтон Кейв, мав власний популярний канал на YouTube «Clinton Cave Music» де брати регулярно записували та публікували кавер-версії різних пісень.
У 2013 році троє учасників вперше виступили на сцені разом під назвою KIDS (Kind Imaginations. Destructive Situations.) і випустили оригінальну пісню «Addicted». Відтоді весь вміст із каналу було видалено.

### 2014—2015: «Забава» та «Ностальгія»
Тріо вперше випустило пісню під назвою гурту «Chase Atlantic», коли Клінтон Кейв долучив до гурту Мітчела та Крістіана для допомоги в записі університетського проєкту. Назву Chase Atlantic учасники придумали нізвідки. За словами Мітчела, назва Chase Atlantic сама по собі нічого не означає. Адже це було поєднання двох простих слів, які просто сподобалися учасникам гурту, Chase і Atlantic (Погоня і Атлантика, «Погоня за Атлантикою»). «…назва, буквально, нічого не означає», — зазначив Кейв. «Надзвичайно важко знайти оригінальну назву гурту, тому ми просто поєднали два слова, які нам дуже сподобалися, і які не асоціюються ні з чим іншим».
26 травня 2014 року Chase Atlantic офіційно випустив пісню EP Dalliance Їхню першу музичну роботу часто стилістично описували як поп-рок і поппанк.
У лютому 2015 року гурт випустив свій другий міні-альбом «Nostalgia» («Ностальгія») . Їхню пісню «Friends» («Друзі») кілька разів редагували на Tumblr . У 2022 році пісня отримала срібний сертифікат Британської фонографічної індустрії (BPI)
Пізніше у 2015 році група привернула увагу братів Бенджі та Джоела Меддена, і на початку 2016 року вони підписали контракт із своєю керуючою компанією MDDN

### 2016—2018: міні-альбоми та дебютний студійний альбом
У січні 2016 року Chase Atlantic випустили міні-альбом «Obsessive» («Обсесія»). У лютому 2016 року вони випустили свій третій міні-альбом, Paradise («Рай»), і зробили для нього грандіозне промо, включно з туром по Австралії, де вони зіграли «EP» повністю.
У січні 2017 року Chase Atlantic випустили свій четвертий міні-альбом, «Part One» («Частина перша»), який збігся з часом підписання контракту з лейблом Warner Bros. Records . За цим у березні 2017 року вийшла «Part Two» («Частина друга») . У середині 2017 року гурт оголосив про своє перше турне Сполученими Штатами, на відкритті для Sleeping with Sirens 'Gossip: Up Close & Personal Tour.
У вересні 2017 року Chase Atlantic випустили «Part Three» («Частину третю»).
Вже у жовтні 2017 року вийшов їхній однойменний дебютний альбом Chase Atlantic. Пізніше, того ж 2017 року, вони вирушили в свій перший гедлайнерський тур у Сполучених Штатах, де вони зіграли 16 концертів в 11 штатах, після чого вони провели австралійський тур, який відкрився для компанії Blackbear .
У 2018 році гурт продовжив гастролі Сполученими Штатами, виступаючи на відкритті для співачки Lights та виступаючи на фестивалях США і Великобританії, зокрема таких як Bonnaroo, Vans Warped Tour 2018 і Reading/Leeds Festival 2018 .
У середині 2018 року вони випустили власні сингли «Numb to the Feeling» і «Tidal Wave». Того ж року, влітку, вони розірвали контракт та покинули компанію Warner Brothers Records і стали самостійними виконавцями.

### 2019–теперішній час: «Phases and «Beauty in Death» («Фази» та «Краса у смерті»)
Працюючи над своїм другим студійним альбомом гурт провів січень-квітень 2019 року в Лос-Анджелесі. Вже у квітні вони оголосили про тур «Phases Tour: North America» («Фазовий Тур: Північна Америка»), який проходитиме влітку 2019 року в честь просування свого другого альбому «Phases» («Фази»). Дату релізу оголосили на 28 червня 2019 року .
Альбом презентували трьома синглами: «HER», «StuckInMyBrain» і «Love Is (Not) Easy», які були випущені 10 травня, 24 травня та 7 червня 2019 року відповідно.
У 2020 році вони почали роботу над своїм третім студійним альбомом «Beauty in Death», який було випущено 5 березня 2021 року . 2 травня 2022 року група оголосила про реліз «Beauty in Death» .

## Музичний стиль
У Chase Atlantic є власний унікальний музичний стиль, який, за словами гурту, «викликає дещо похмурий альтернативний поп, в поєднані з роком і R&B». За чотири роки створення музики їхній музичний стиль змінився з альтернативного поп-звучання на більш альтернативне звучання R&B. Музика є поєднанням R&B, року, поп-музики та альтернативи, і на неї вплинуло багато виконавців цих жанрів, зокрема Tame Impala, the Weeknd, the 1975 та The Neighborhood .

## Учасники гурту

### Учасники
- Мітчел Кейв — головний вокаліст, композитор[31]
- Крістіан Ентоні — ритм-гітара, вокал, композитор
- Клінтон Кейв — продюсування, соло-гітара, тенор-саксофон, бек-вокал, композитор

### Гастролі із запрошенням музикантів
- Патрік Уайльд — гітара та бас
- Джессі Бойл — драм-н-бас

## Дискографія

### Студійні альбоми
| Назва           | Деталі альбому |
| --------------- | --- |
| Chase Atlantic  | - Випущено: 4 жовтня 2017 р - Лейбл: Warner Bros. (558600-2) - Формати: CD, цифрове завантаження, стрім                                     |
| Phases          | - Випущено: 28 червня 2019 р - Мітка: MDDN, BMG - (LP: 4050538506334) - Формати: CD, LP, цифрове завантаження, стрім                        |
| Beauty in Death | - Випущено: 5 березня 2021 р - Лейбл: Chase Music, Fearless - (CD: FEAR01635, LP: FEAR01684) - Формати: CD, LP, цифрове завантаження, стрім |
| Lost in Heaven  | - Випущено: 2024 р |

### Розширені п'єси
| Назва          | Подробиці                                                                       |
| -------------- | ------------------------------------------------------------------------------- |
| Dalliance      | - Випущено: 16 травня 2014 р - Формати: цифрове завантаження, пряма трансляція  |
| Nostalgia      | - Випущено: 21 лютого 2015 р - Формати: цифрове завантаження, пряма трансляція  |
| Paradise       | - Випущено: 20 грудня 2016 р - Формати: цифрове завантаження, пряма трансляція  |
| Part One       | - Випущено: 27 січня 2017 р - Формати: цифрове завантаження, пряма трансляція   |
| Part Two       | - Випущено: 31 березня 2017 р - Формати: цифрове завантаження, пряма трансляція |
| Part Three     | - Випущено: 21 липня 2017 р - Формати: цифрове завантаження, пряма трансляція   |
| Don't Try This | - Випущено: 25 січня 2019 р - Формати: цифрове завантаження, пряма трансляція   |

## Нагороди та номінації

### Американсько-австралійська асоціація
| рік      | Асоціація                            | Нагорода                 | Результат |
| -------- | ------------------------------------ | ------------------------ | --------- |
| 2018 рік | Американсько-австралійська асоціація | Нагорода AAA Rising Star | Перемога  |